# Bistum Cleveland
Das Bistum Cleveland (lat.: Dioecesis Clevelandensis) ist eine in den Vereinigten Staaten gelegene römisch-katholische Diözese mit Sitz in Cleveland, Ohio.

## Geschichte
Das Bistum Cleveland wurde am 23. April 1847 durch Papst Pius IX. aus Gebietsabtretungen des Bistums Cincinnati errichtet. Am 15. April 1910 gab das Bistum Cleveland Teile seines Territoriums zur Gründung des Bistums Toledo ab. Eine weitere Gebietsabtretung erfolgte am 15. Mai 1943 zur Gründung des Bistums Youngstown. Das Bistum Cleveland ist dem Erzbistum Cincinnati als Suffraganbistum unterstellt.

## Territorium
Das Bistum Cleveland umfasst die Gebiete Ashland County, Cuyahoga County, Geauga County, Lake County, Lorain County, Medina County, Summit County und Wayne County.

## Bischöfe von Cleveland
- Louis Amadeus Rappe, 1847–1870
- Richard Gilmour, 1872–1891
- Ignatius Frederick Horstmann, 1891–1908
- John Patrick Farrelly, 1909–1921
- Joseph Schrembs, 1921–1945
- Edward Francis Hoban, 1945–1966
- Clarence George Issenmann, 1966–1974
- James Aloysius Hickey, 1974–1980, dann Erzbischof von Washington
- Anthony Michael Pilla, 1980–2006
- Richard Gerard Lennon, 2006–2016
- Nelson Jesus Perez, 2017–2020, dann Erzbischof von Philadelphia
- Edward Malesic, seit 2020

## Weblinks

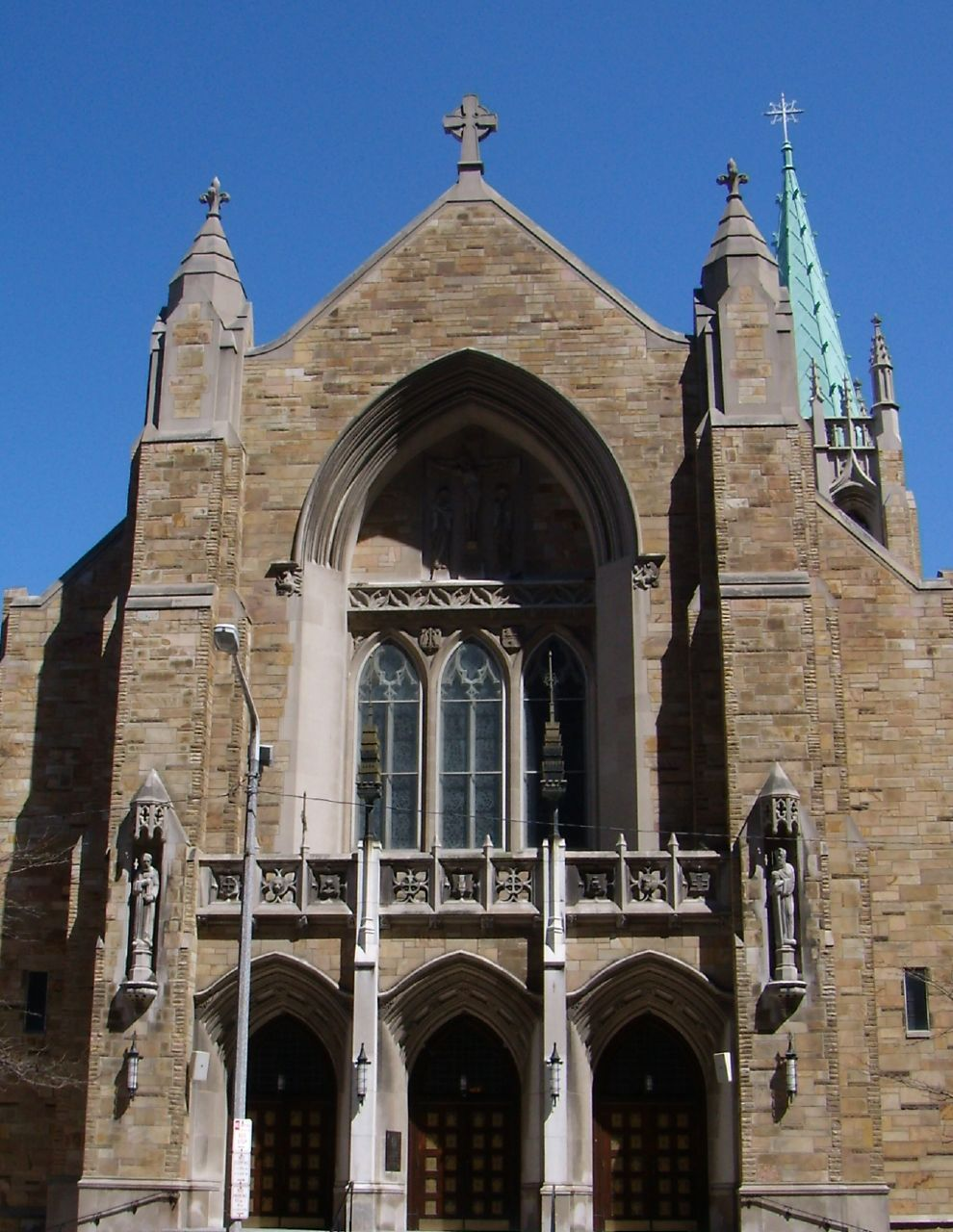
Cathedral of St. John the Evangelist in Cleveland